# Permission marketing
Com permission marketing (em português: marketing de permissão) é descrito o envio de informações e material de publicidade  geralmente via e-mails com a permissão explícita do recipiente (cliente). O termo foi cunhado por Seth Godin numa publicação de 1999. Um exemplo clássico do permission marketing é o boletim informativo (newsletter).
Consiste em um relacionamento B2C (business-to-consumer) que parte do cliente, que entra em contato com a empresa por meio de um recurso Call-to-action (telefone 0800, e-mail para contato ou site). A empresa provoca esse comportamento usando "outdoors", anúncios em revistas, jornais, televisão, entre outros, onde o cliente toma conhecimento de uma oferta da empresa, e inicia o contato.
O permission marketing parte do princípio que o cliente tem que começar o contato de acordo com o que ele deseja.

## Literatura
- Godin, Seth (1999). Permission marketing: turning strangers into friends, and friends into customers (em inglês). Nova Iorque: Simon & Schuster. ISBN 0684856360
- Azevedo, Abaetê de. Marketing de Resultados, 2004